# Rafael Calleja Gómez
Rafael Calleja Gómez (Burgos, 21 d'octubre de 1870 - Madrid, 12 de febrer de 1938) va ser un compositor de sarsueles espanyol.
Als set anys entrà de nen de cor en la catedral de Burgos, aprenen el violí i l'orgue, desenvolupant a vegades el càrrec d'organista interí, al mateix temps que estudiava llatí i filosofia. Més tard es traslladà a Madrid i ingressà en el conservatori, on estudià piano, composició, harmonia i orgue obtenint primers premis en totes les materies. Als 18 anys fou director d'orquestra d'una companyia de sarsuela que actuava en un teatre de Portugal, i després o fou de diverses províncies i de quasi tots els de sarsuela de Madrid, va obtenir premis en diversos concursos i certàmens, i des del 1893 en què estrenà la seva primera obra Paso de ataque, va escriure quasi dues-centes sarsueles.
Fou un compositor molt fecund, citem les obres més importants de Calleja:

## Sarsueles
- 1893. Paso al ataque
- 1893. La mujer del saco
- 1893. Alta mar
- 1895. El rey del valos
- 1895. Se suplica la asistencia
- 1895. El coche nº.13
- 1895. El respetable público
- 1896. El año del bolido
- 1897. El segundo aviso
- 1899. Venus-Salón
- 1900. Sandiás y Melones
- 1900. Jilguero Chico
- 1901. Don Cèsar de Bazán
- 1902. El trágala
- 1902. La Boda
- 1902. Gazpacho Andaluz
- 1903. Inés de Castr o Reinar despues de morir
- 1903. El mozo Crúo
- 1903. Los presupuestos de Villaverde
- 1903. El famoso Colirón
- 1904. Las Bribonas
- 1904. La Vendimia
- 1904. Las de Capirote
- 1904. Gloria pura
- 1904. El rey del valor
- 1904. M'hacéis de reir, Don Gonzalo
- 1904. El cabo Lopez
- 1905. Emigrantes, conjuntament amb Tomás Barrera Saavedra
- 1905. La Mulata
- 1905. Iluso Cañizares
- 1906. La ola verde
- 1906. El Raton
- 1906. La manzana de oro
- 1906. El señor Embajador
- 1906. Venus-Kursaal
- 1906. El hijo de Budha
- 1907. A la piñata o la vertadera machicha
- 1907. La brocha gorda
- 1907. El Chato del Albaicin
- 1907. El Señorito
- 1907. La diosa del placer. Estrenada el 9 de febrer, al Circo Price de Madrid.
- 1908. La canción de la vida
- 1908. Los Bribones
- 1909. El "cine" de Embajadores
- 1909. El Dios del éxito
- 1910. El amo de la calle
- 1910. El País de las Hadas
- 1910. El Poeta de la vida
- 1910. Los holgazanes
- 1929. La ventera de Alcalá, conjuntament amb Pablo Luna.
- 1924. Carmina la Caseruca o Cantares de la Montaña
- El país de las hadas
- Por peteneras
- El iluso Cañizares
- La perla del harén
- Orden del Rey
- La pirula
- El nuevo testamento
- Las mujeres de Don Juan
- Amor Bohemio
- La corte del porvenir
- El diablo en coche
- Lances de amo y criado
- La suerte de Isabelita
- La familia real
- Los holgazanes
- Las dos reinas
- El chico del cafetín
- La cocina
- La Romérito
- La reina del Albaicín
- El reloj de arena
- Caza de almas
- Jaleo nacional
- El pipiolo
- La Arabia feliz
- El rincón de la alegría
- El señorito
- El banco del Retiro
- El chato de Albaicín
- El poeta de la vida
- Los niños de Tetuán
- Los novios de las Chatas
- El debut de la Patro
- El viajante en cueros, en col·laboració amb Rosillo, lletra de paso i Extremera,
- El himno de Briviesca, amb lletra de Juan Justo Perez de Urbiel,